# Tropimetopa simulator
Tropimetopa simulator là một loài bọ cánh cứng trong họ Cerambycidae.